# Du som gjorde vår värld så vacker
Du som gjorde vår värld så vacker är en psalm i Pingströrelsens psalmbok Segertoner med text och musik skriven 1976 av Sören Janson. Texten är upphovsrättsskyddad.

## Publicerad i
- Segertoner 1988 som nr 343 under rubriken "Fader, son och ande - Gud, vår Skapare och Fader".[1]